# Кім Крістенсен
Кім Крістенсен (дан. Kim Christensen; нар. 16 липня 1979, Фредерісія) — данський футболіст, що грав на позиції воротаря.
Виступав, зокрема, за клуби «Норшелланн» та «Копенгаген», а також національну збірну Данії.
Володар Кубка Швеції. Чемпіон Данії. Володар Кубка Данії.

## Клубна кар'єра
У дорослому футболі дебютував 1997 року виступами за команду аматорського клубу «Росенгей», в якій провів п'ять сезонів, взявши участь у 110 матчах.
Згодом з 2002 по 2004 рік грав у складі команд клубів «Відовре» та «Нюкебінг Фальстер».
Своєю грою за останню команду привернув увагу представників тренерського штабу клубу «Нордшелланд», до складу якого приєднався 2004 року. Відіграв за команду з Фарума наступні чотири сезони своєї ігрової кар'єри. Більшість часу, проведеного у складі «Нордшелланда», був основним голкіпером команди.
2008 року уклав контракт зі шведським «Гетеборгом», у складі якого провів наступні два роки своєї кар'єри гравця. Граючи у складі «Гетеборга» також здебільшого виходив на поле в основному складі команди.
2010 року перейшов до клубу «Копенгаген», за який відіграв 8 сезонів, після чого завершив професійну кар'єру футболіста у 2018 році.

## Виступи за збірну
2010 року дебютував в офіційних матчах у складі національної збірної Данії.
Загалом протягом кар'єри у національній команді, яка тривала 1 рік, провів у її формі 2 матчі.

## Титули і досягнення
- Чемпіон Данії (4):

«Копенгаген»: 2010–11, 2012–13, 2015–16, 2016–17
- Володар Кубка Швеції (1):

«Гетеборг»: 2008
- Володар Суперкубка Швеції (1):

«Гетеборг»: 2008
- Володар Кубка Данії (4):

«Копенгаген»: 2011–12, 2014–15, 2015–16, 2016–17